# Dieter Zetsche
Dieter Zetsche (ur. 5 maja 1953 w Stambule) – niemiecki menedżer i inżynier, prezes oraz członek zarządu Daimler AG oraz szef Mercedes-Benz.

## Życiorys
Dieter Zetsche urodził się 5 maja 1953 w Stambule. Ukończył Gymnasium Oberursel. W latach 1971–1976 studiował elektrotechnikę na Universität Karlsruhe, gdzie ostatecznie uzyskał tytuł inżyniera. W 1976 roku dołączył do działu badań Daimler-Benz AG. W 1982 roku na Universität Paderborn uzyskał tytuł doktora inżynierii. W 1998 roku został członkiem zarządu Daimler AG, a w 2006 roku stał się również prezesem zarządu. Jest szefem Mercedes-Benz Cars.

## Nagrody i wyróżnienia
| Rok  | Nazwa                                                   |
| ---- | ------------------------------------------------------- |
| 2008 | Unternehmer des Jahres                                  |
| 2011 | Deutsches Feuerwehr-Ehrenkreuz (Gold)                   |
| 2011 | Doktorat honoris causa Uniwersytetu Hacettepe w Ankarze |